# Notoschoenomyza chrysiceps
Notoschoenomyza chrysiceps är en tvåvingeart som beskrevs av Malloch 1934. Notoschoenomyza chrysiceps ingår i släktet Notoschoenomyza och familjen husflugor. Inga underarter finns listade i Catalogue of Life.